# Kazuo Ishiguro
Sir Kazuo Ishiguro (カズオ・イシグロ? o 石黒 一雄?, Ishiguro Kazuo; Nagasaki, 8 novembre 1954) è uno scrittore britannico di origine giapponese, vincitore del premio Nobel per la letteratura nel 2017.
Il suo tema dominante è la rievocazione di un passato individuale e nazionale, situato negli anni del secondo dopoguerra, in un mondo dove è in atto un totale mutamento di costumi, accompagnato dalla perdita dei valori tradizionali. Vincitore del Booker Prize nel 1989 con il romanzo Quel che resta del giorno (1989), che gli ha dato fama internazionale, e nel 2005 con Non lasciarmi (2005). 
Nel 2017 gli è stato conferito il premio Nobel per la letteratura "perché, nei suoi romanzi di grande forza emotiva, ha svelato l’abisso sottostante il nostro illusorio senso di connessione con il mondo".

## Biografia
Di origine giapponese, all'età di sei anni si trasferì con la famiglia nel Regno Unito. Il soggiorno, che avrebbe dovuto essere temporaneo, divenne definitivo. Si laureò nel 1978 in letteratura e filosofia. Frequentò anche corsi di scrittura creativa, avendo tra gli insegnanti Malcolm Bradbury e A. Carter. Divenne cittadino britannico nel 1982, abbandonando definitivamente la cittadinanza giapponese.
Attualmente vive a Londra con la moglie scozzese, Lorna MacDougall, assistente sociale, e la figlia Naomi, nata nel 1992. Scrive in lingua inglese e si firma col cognome preceduto dal nome. Ha anche modificato la grafia giapponese del suo nome, che era 石黒 一雄 (Ishiguro Kazuo), eliminando gli ideogrammi e utilizzando l'alfabeto fonetico katakana come si fa in Giappone per le traslitterazioni di nomi stranieri.
Nel 1986 ha vinto il premio Withbread per il suo secondo romanzo: Un artista del mondo fluttuante. Nel 1989 ha avuto un nuovo prestigioso riconoscimento, il premio Booker, per il suo romanzo Quel che resta del giorno, dal quale è stato tratto il film omonimo di James Ivory. Nel 2005 vince il Premio Alex con Non lasciarmi (Never Let Me Go). Anche questo romanzo è diventato un film omonimo, con la regia di Mark Romanek (2010). Nel 2017 vince il premio Nobel per la letteratura.
Il suo interesse per la letteratura nasce nei primi anni sessanta, quando scopre i romanzi di Arthur Conan Doyle, in particolare Il mastino dei Baskerville. Ma è la musica a coinvolgerlo di più durante l’adolescenza. Dai cinque ai dodici anni studia pianoforte, quindi segue le orme dei suoi idoli Dylan e Cohen, incominciando a scrivere canzoni. A vent’anni, la lettura di Dostoevskij e Charlotte Brontë lo consacra definitivamente alla letteratura. Ishiguro non è uno scrittore prolifico per scelta. Come ha rivelato a «Der Spiegel» nel 2005, scrivere velocemente non è una sua priorità, perché è preferibile creare un’opera che si distingue, piuttosto che contribuire alla quantità dei libri pubblicati. Deplora inoltre la tendenza dell’educazione contemporanea a reprimere la naturale immaginazione dei bambini a favore di capacità esclusivamente utilitarie finalizzate al mondo del lavoro.

## Produzione letteraria
Con Rushdie e Kureishi fa parte del gruppo di scrittori, di origini diverse, che ha dato un sostanziale apporto alla letteratura inglese più recente, introducendo elementi stilistici delle culture d'origine. La sua attenzione ai particolari e alle atmosfere, sempre descritte con infinita cura, ricorda i grandi romanzieri nipponici classici. "Con una prosa sorvegliatissima, appresa leggendo Cechov e altri classici europei dell'Ottocento, facendo leva su poeticissime metafore, lo scrittore fissa le speranze e le paure di antieroi quasi sempre incapaci di fare davvero i conti con la realtà, costretti a sopravvivere aggrappandosi a sbiaditi ricordi. (...) Un'apparente cesura si produce nella produzione tra la fine degli anni novanta e l'inizio del nuovo secolo, quando Ishiguro inizia a esplorare nuovi territori. Il narratore si apre, almeno in apparenza, alla dimensione della favola spesso nera dell'utopia negativa di cui furono maestri Huxley e Orwell, affrontando le scomodissime domande poste dagli inarrestabili progressi dall'ingegneria genetica".
Uno dei suoi primi romanzi è Un artista del mondo fluttuante, che ricostruisce l'ambiente del Giappone nel primissimo dopoguerra. Il titolo originario inglese - An Artist of the Floating World - è assai più vicino alla tradizione giapponese di quanto sia desumibile dalla traduzione italiana, facendo riferimento a quel mondo fluttuante così caro a intere generazioni di bunjin (intellettuali), scrittori e pittori nipponici. Il romanzo è un omaggio alla sua cultura d'origine ma anche alla storia della sua famiglia, originaria della città così duramente provata dalle conseguenze dell'esplosione nucleare. 
Il suo settimo romanzo, Il gigante sepolto (The Buried Giant), è uscito il 3 marzo 2015, pubblicato negli USA e nel Regno Unito contemporaneamente. Dopo dieci anni di silenzio, Ishiguro scrive un romanzo mitologico, sulle orme di Tolkien, ambientato nella Britannia del V secolo, con orchi, draghi e giganti - e, per la prima volta nelle sue storie, scene cruente di violenza improvvisa e letale: "Preciso, essenziale, lirico e appena un po' strano, l'idioma del Buried Giant appare universale come il suo tema... In questa parabola mesmerica di rimembranza, remissione e vendetta, durante una fragile tregua fra Britanni e Sassoni dopo la partenza dei romani, le carneficine sono rare, ma quando avvengono, sono di una calamità straziante." Tuttavia l'autore non trasforma la Britannia dei secoli bui in Terra di Mezzo, ma presenta piuttosto un romanzo palesemente storico, in "una miscela promiscua di influenze e periodi".
Nel 2021 è stato pubblicato presso Faber and Faber il suo ottavo romanzo, intitolato Klara and the Sun,  tradotto in italiano per Einaudi, con il titolo Klara e il Sole.

## Opere

### Romanzi
Tutti i romanzi dell'autore sono tradotti in italiano.
- Un pallido orizzonte di colline (A Pale View of Hills, 1982)
- Un artista del mondo fluttuante, noto anche come Un artista del mondo effimero (An Artist of the Floating World, 1986)
- Quel che resta del giorno (The Remains of the Day, 1989)
- Gli inconsolabili (The Unconsoled, 1995)
- Quando eravamo orfani (When We Were Orphans, 2000)
- Non lasciarmi (Never Let Me Go, 2005)
- Il gigante sepolto (The Buried Giant, 2015)
- Klara e il Sole (Klara and the Sun, 2021)

### Raccolte di racconti
- Notturni. Cinque storie di musica e crepuscolo (Nocturnes: Five Stories of Music and Nightfall, 2009)[1]

### Sceneggiature
- A Profile of Arthur J. Mason (per Channel 4)[17][18] (1984)
- The Gourmet (per BBC; la sceneggiatura fu poi pubblicata da Granta 43)[19] (1987)
- La musica più triste del mondo (soggetto originale) (2003)[1]
- La contessa bianca (The White Countess), regia di James Ivory (2005)[1]
- Living, regia di Oliver Hermanus (2022)

### Altri racconti
- A Strange and Sometimes Sadness, Waiting for J e Getting Poisoned (in Introduction 7: Stories by New Writers, 1981)
- A Family Supper (in Firebird 2: Writing Today, 1983)[1]
- Summer After the War (in Granta 7, 1983)[1]
- October 1948 (in Granta 17, 1985)
- A Village After Dark (in The New Yorker, 2001)[1]

### Saggi
- La mia sera del Ventesimo secolo e altre piccole svolte, Torino, Einaudi, 2018, ISBN 978-88-0623-880-3. [discorso tenuto alla premiazione del Nobel per la Letteratura]

## Premi
- 1982: Winifred Holtby Memorial Prize per il romanzo A Pale View of Hills (Un pallido orizzonte di colline)[7]
- 1983: Pubblicato nell'edizione "Granta Best Young British Novelists"[20]
- 1986: Whitbread Award per il miglior romanzo per An Artist of the Floating World (Un artista del mondo fluttuante)[7]
- 1989: Booker Prize per The Remains of the Day[7]
- 1993: Pubblicato nell'edizione "Granta Best Young British Novelists"[21]
- 2005: Time iscrive Never Let Me Go (Non lasciarmi) nella sua lista dei 100 maggiori romanzi in lingua inglese dalla fondazione della rivista nel 1923.[22]
- 2008: The Times cita Ishiguro nella lista "The 50 greatest British writers since 1945".[22]
- 2009: Premio letterario Giuseppe Tomasi di Lampedusa per Notturni
- 2017: Premio Nobel per la letteratura

Con l'eccezione di The Buried Giant, tradotto in tredici lingue, tutti i romanzi e racconti di Ishiguro sono stati candidati a premi letterari rinomati. Significativamente, An Artist of the Floating World, When We Were Orphans e Never Let Me Go sono stati finalisti al Booker Prize. In un resoconto trapelato dal rispettivo Comitato di giudici, si è saputo che il Comitato era indeciso nell'assegnare il premio del 2005 tra Never Let Me Go e The Sea (Il mare) di John Banville, alla fine assegnandolo a quest'ultimo.

## Adattamenti
- Quel che resta del giorno, regia di James Ivory (1993), con Anthony Hopkins ed Emma Thompson
- The Remains of the Day (2010), Union Theatre, Londra
- Non lasciarmi (Never Let Me Go) regia di Mark Romanek (2010)
- Never Let Me Go - miniserie TV (2016)
- An Artist of the Floating World - film TV (2019)